# Centro di scienze naturali
Il Centro di scienze naturali, posto alle pendici del Monteferrato nella zona di Galceti, è una fondazione del Comune di Prato.
Questa fondazione è costituita dal museo composto da 750 metri quadri di sale con raccolte di uccelli, mammiferi, pesci, rettili, insetti, conchiglie, minerali, rocce, erbari, reperti archeologici e paletnologici e da un parco ambientale con animali in libertà.

## Parco
Il parco ha una estensione di 16 ettari, situato nel cuore dell'area protetta del Monteferrato, con un giardino botanico dove possono essere osservate le numerose specie vegetali caratteristiche del pratese, comprese quelle che vivono sulle tipiche rocce di serpentino. Il parco ospita inoltre molti animali selvatici come cervi, daini, caprioli, cinghiali e molti anatidi che rimangono spontaneamente in questo parco.
Il parco, costituito da una pineta di pino marittimo, è attraversato da una rete di sentieri che permettono al visitatore di osservare sia gli animali in libertà sia quelli nei recinti. Una delle principali attività del Centro è quello della cura, del riadattamento e del reinserimento degli animali selvatici nel loro ambiente naturale. All'interno del parco si trovano due laghetti per la sosta e la nidificazione degli animali acquatici. Tra gli animali ospitati si annoverano: falchi, aironi, pavoni, cervi, daini, cinghiali e caprioli. Tra gli animali recintati scimmie e serpenti.

## Museo
Il museo, con i suoi 750 m² di sale espositive, ha una collezione che comprende tutte le branche delle scienze naturali, con esempi di flora e fauna presenti anche all'interno del parco.
Una sezione è dedicata ai reperti, come chopper, raschiatoi, frecce neolitiche, che testimoniano la presenza di insediamenti umani nella zona di Prato fino dal paleolitico ritrovati proprio all'interno del parco. Vi sono inoltre resti dell'età del bronzo ed etruschi.

## Rettilario
Nel 2014 è stato allestito un rettilario all'interno della zona chiusa del Centro, che ospita in teche varie specie di serpenti, sauri, anfibi, insetti e Aracnidi.

## Biblioteca
La biblioteca raccoglie materiale prevalentemente legato all'attività di salvaguardia e tutela a cui il Centro è  preposto, di argomento ecologico e naturalistico, che spaziano dalla botanica alla geologia, dalla biologia alla zoologia, dal problema della crescita industriale a quello dello sviluppo sostenibile, oltre ad un ampio fondo di carte topografiche e una sezione sulla legislazione legata all'ambiente.
Di rilevante importanza è la notevole documentazione riguardante Prato e il suo territorio. 
Una parte della biblioteca è riservata ai giovani ed ai ragazzi.
Riviste specializzate italiane e straniere completano il patrimonio della biblioteca.

## Direzione
Attualmente la Fondazione PARSEC, che gestisce il Museo di scienze planetarie, l'Istituto Geofisico Toscano si occupa anche di questo ente.
- Dalla fondazione (1967) al 29 aprile 2011: Gilberto Tozzi
- dal 30 aprile 2011 al 28 settembre 2011: Fiorenzo Gei [1]
- 2014-2015: David Festelli [2]
- 2017: Marco Morelli